# Ürzig
Ürzig est une municipalité allemande située dans le land de Rhénanie-Palatinat et l'arrondissement de Bernkastel-Wittlich, sur la rive gauche de la Moselle.

## Viticulture
Les deux principaux vignobles sont Würzgarten et Goldwingert.